# Ponary
Ponary (niem. Ponarien) – osada w Polsce położona w województwie warmińsko-mazurskim, w powiecie ostródzkim, w gminie Miłakowo. W roku 1973 jako majątek Ponary należały do powiatu morąskiego, gmina Miłakowo, poczta Boguchwały. W latach 1975–1998 miejscowość administracyjnie należała do województwa olsztyńskiego. Miejscowość leży w historycznym regionie Prus Górnych.
Na wschód od dawnego majątku Ponary znajduje się las zwany Chrośniak (niem. Tannenwald).

## Historia
Okolice wsi były zamieszkane już w epoce brązu, na co wskazują odkryte tu kurhany z pochówkami (kilka stanowisk w najbliższej okolicy). W samych Ponarach odkryto 5 kurhanów i cmentarzysko ciałopalne. W pobliskiej wsi Roje odkryto pochówki szkieletowe i uszkodzone kurhany. We wsi Stare Bolity odnaleziono jeden kurhan i cmentarzysko ze starszej epoki żelaza oraz ślady po osadach przedhistorycznych.
Wieś wzmiankowana w 1337 r. pod nazwą Panarien. Prawdopodobnie była to posiadłość jakiegoś Prusa, położona nad jeziorem Narie (przedrostek pa oznacza „nad”).
Ponary to własność ziemska rodu Bahrenreuter (Przyjemskich) herbu Rawicz w wieku XVI. Pod koniec XVII wieś nabył Fryderyk Gröben (alternatywna pisownia nazwiska – Groeben) – generał-lejtnant piechoty i komendant wojsk cudzoziemskich w armii koronnej Jana III Sobieskiego. Fryderyk Gröben (1645-1712) brał udział w walkach przeciw Turkom i Tatarom na Podolu i Ukrainie, uczestnik odsieczy wiedeńskiej i wypraw króla Sobieskiego do Mołdawii. W roku 1689 w posiadłości osiadł Henryk Wilhelm Gröben (bratanek Fryderyka) – dowódca regimentu piechoty wojsk koronnych. Ponary były we władaniu Gröbenów w latach 1701–1945, będąc siedzibą jednego z czterech majoratów. Około 1850 r. do miejscowych dóbr należało około 5 tys. ha. W roku 1904 w dobrach było 4102 ha ziemi, w tym 1108 lasów. Zmniejszenie posiadłości wynikało z uwłaszczenia chłopów we wsiach: Brzydowo, Litwa, Brzeźno, Roje. W dobrach pozostały folwarki Janowo, Kolnik (w 1973 roku już nie istniał), Naryjski Młyn, Nowe Bolity, Roje, a także jezioro Narie.
Ponieważ w Ponarach nie było szkoły, dzieci uczęszczały do szkoły w Rojach (odległe o 2 km). W 1782 r. w Ponarach było 12 „dymów” (wliczając w to folwarki), w 1817 – 18 dymów z 100 mieszkańcami, w roku 1858 – 13 gospodarstw domowych z 201 mieszkańcami. W roku 1939 we wsi było 67 gospodarstw domowych z 277 osobami. 236 utrzymywało się z rolnictwa i leśnictwa, 8 z pracy w przemyśle i rzemiośle. W tym czasie było 3 gospodarstwa mieszczące się w powierzchni 0,5-5 ha, 3 o powierzchni 5-10 ha, 8 o areale 10-20 ha, jedno o powierzchni 20-100 ha i jedno o areale powyżej 100 ha.

## Zabytki
We wsi znajduje się barokowo-klasycystyczny pałac, jeden z należących do majątków rodu von der Groebenów. Budowla wzniesiona w XVI w. przez rodzinę Schoultz von Ascherade. Później pałac był przebudowany w stylu barokowym (1743) oraz rozbudowany (1860 i 1898). Pałac dwuskrzydłowy wybudowany na planie prostokąta z ryzalitem w osi głównej. W bocznej elewacji znajdują się dwa kartusze herbowe Grobenów. Około 1860 wybudowano od strony ogrodu oficynę i połączono ją murami z gmachem pałacu, tworząc wewnętrzny dziedziniec. W pałacu były drewniane, rzeźbione schody, cztery piece kaflowe na dębowych nogach oraz dwa kominki klasycystyczne. Obok pałacu znajdowała się kuźnia z 1861 (obecnie w ruinie). Wokół pałacu park o charakterze krajobrazowym, graniczący z jeziorem. Sam pałac był dwukrotnie odnawiany po 1945 r. Opuszczony pałac niszczeje.

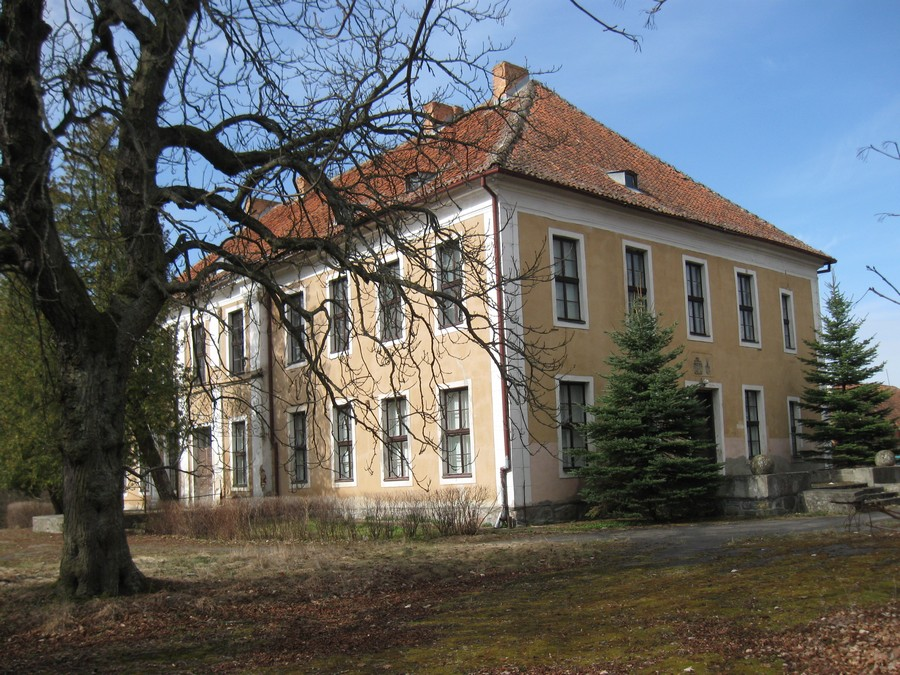
Pałac w Ponarach

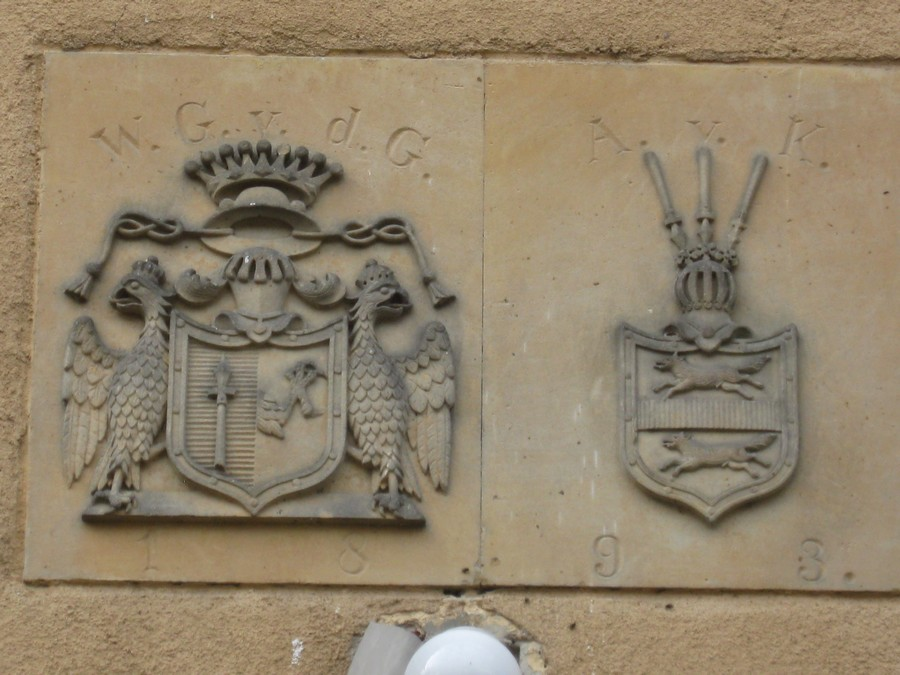
Herby: von der Groeben (L) i von Kleist (P)